# Скутар, Марк Александрович
Марк Алекса́ндрович Скута́р (род. 15 марта 1994, Новокузнецк, Кемеровская область) — российский хоккеист, защитник. В настоящее время является свободным агентом. Большую часть карьеры провёл в новокузнецком «Металлурге», который в 2011 году выбрал его на Драфте КХЛ 2011 под общим 27-м номером. Бронзовый призёр чемпионата Казахстана (2019). Серебряный призёр Высшей хоккейной лиги (ВХЛ) сезона 2016/17.

## Карьера
Марк Скутар родился 15 марта 1994 года в городе Новокузнецке Кемеровской области. В детстве переехал в Москву по семейным обстоятельствам. Начал заниматься хоккеем в школе московского «Спартака». На драфте юниоров КХЛ 2011 года был выбран новокузнецким «Металлургом» во 2-м раунде под общим 27-м номером. Сезон 2011/2012 он провёл в команде Молодёжной хоккейной лиги (МХЛ) «Кузнецкие Медведи». За сезон Скутар провёл 55 матчей, в которых отдал 12 результативных передач и ни разу не поразил ворота соперников. Следующий сезон также начал в «Медведях». 11 сентября забросил свою первую шайбу в МХЛ. По ходу сезона был отправлен в фарм-клуб «Металлурга» в Высшей хоккейной лиги (ВХЛ) — «Ариаду-Акпарс». Провёл 7 игр за волжан, но очков набрать не сумел, заработав показатель полезности «-3». 21 декабря 2012 года дебютировал в Континентальной хоккейной лиге (КХЛ). За 9 игр в составе «Металлурга» Скутар отметился одной результативной передачей, ассистировав партнеру в матче с «Югрой».
Марк играл в системе «Металлурга» до окончания сезона 2014/15. По завершении регулярного сезона в КХЛ новокузнецкого клуба командировал защитника для усиления перед плей-офф в молодёжную команду. В межсезонье он подписал контракт с другим клубом КХЛ — «Адмиралом». В составе дальневосточной команды защитник сыграл только в 2 матчах сезона, после чего контракт с ним был расторгнут по обоюдному согласию сторон. Марк вернулся в новокузнецкий «Металлург» и за 39 матчей регулярного чемпионата заработал 9 (0+9) результативных балла. В феврале 2017 года был командирован из «Металлурга» в фарм-клуб «Зауралье» из города Кургана. Скутар вместе с «Зауралье» успешно провели розыгрыш плей-офф, дойдя до полуфинала турнира, где они проиграли в серии будущему чемпиону лиги — балашихинскому «Динамо». По итогам сезона команде были вручены серебряные медали ВХЛ.
В мае 2017 года новокузнецкий «Металлург» был исключён из КХЛ. Скутар продолжил выступать за клуб, который заявился в ВХЛ. По итогам сезона 2017/18 Марк стал самым результативным защитником команды, набрав с учётом плей-офф 25 (4+21) очков в 65 играх. В межсезонье игрок отправился на просмотр в «Адмирал», но полноценное соглашение с ним так и не было подписано. Скутар вернулся в Новокузнецк, продолжая выполнять важную роль в защите команды. В конце сезона у него произошёл конфликт с тренерским штабом, из-за чего в феврале 2019 года с ним был расторгнут контракт. Спустя несколько дней Марк перешёл в «Арлан», выступающий в чемпионате Казахстана. В новой команде Скутар сменил свой игровой номер «52», который использовал долгое время в системе новокузнецкого клуба. По словам хоккеиста, его отец хотел, чтобы он играл под номером «2» как Вячеслав Фетисов, но, начав свои выступления в КХЛ, Марк добавил к этой цифре «5». В составе «Арлана» россиянин завоевал бронзовые медали чемпионата Казахстана.
В мае 2019 года Скутар подписал однолетний контракт с «Югрой». Не проведя за новую команду ни одного официального матча, защитник перешёл в другой клуб лиги — «Лада». В составе тольяттинской команды он сыграл 11 матчей, в которых отдал 3 результативные передачи, после чего контракт с ним был расторгнут по соглашению сторон. С 17 декабря 2019 года играл за клуб «ОРДЖИ», базирующийся в городе Пекин. По завершении контракта, Скутар прекратил сотрудничество с китайским клубом, который не заявился в сезоне ВХЛ 2020/21 из-за коронавируса.

## Статистика
| Легенда | Легенда                    | Легенда | Легенда                   | Легенда | Легенда    |
| ------- | -------------------------- | ------- | ------------------------- | ------- | ---------- |
| И       | Количество проведённых игр | Штр     | Штрафное время            | +/−     | Плюс-минус |
| Г       | Голы                       | П       | Голевые передачи          | О       | Очки       |
| -       | Статистика неизвестна      | —       | Статистика не учитывалась |         |            |

### Клубная
- a В «Плей-офф» учитывается статистика игрока в Кубке Надежды.

## Достижения
| Год     | Команда  | Достижение                             | Достижение |
| ------- | -------- | -------------------------------------- | ---------- |
| 2016/17 | Зауралье | Серебряный призёр ВХЛ                  |            |
| 2018/19 | Арлан    | Бронзовый призёр чемпионата Казахстана |            |

| Год  | Команда           | Достижение                       | Достижение |
| ---- | ----------------- | -------------------------------- | ---------- |
| 2012 | Кузнецкие Медведи | Участник Матча молодых звёзд МХЛ |            |